# Mystina humeralis
Mystina humeralis är en fjärilsart som beskrevs av Paul E. Whalley 1971. Mystina humeralis ingår i släktet Mystina och familjen Thyrididae. Inga underarter finns listade i Catalogue of Life.